# 킨데르데이크
킨데르데이크(네덜란드어: Kinderdijk)는 네덜란드 자위트홀란트주 니우레케를란트에 위치한 마을이다. 킨데르데이크는 네덜란드어로 "꼬마 제방"을 뜻한다.
로테르담에서 동쪽으로 15km 정도 떨어진 곳에 위치하며 레크강(Lek)과 노르트강(Noord)이 합류하는 지점과 접한다. 알블라세르바르트(Alblasserwaard) 폴더의 배수를 위해 1740년 무렵에 세워진 풍차 19개가 남아 있다. 킨데르데이크와 엘스하우트(Elshout)의 풍차망은 1997년 유네스코가 지정한 세계유산에 등재되었다.

## 같이 보기
- 잔서스한스